# Українські новини
Українські Новини — інформаційне агентство у складі медіагрупи «Inter Media Group», що належить Дмитру Фірташу, Сергію Льовочкіну, Валерію Хорошковському, публікує новини, фото- і відеоматеріали.

## Історія
Засноване в 1993 році редактором «Укрінформ-бізнес-новин» Михайлом Коломійцем, який керував агентством до своєї загибелі в 2002 році в Білорусі. Правоохоронці визнали смерть журналіста самогубством. Після смерті Коломійця агентство повністю перейшло під контроль політика і бізнесмена Валерія Хорошковського.
З 2008 року «Українські Новини» входять до складу української медіа-групи Inter Media Group.
З травня 2006 року в агентстві діє власний пресцентр.
У 2009 році «Українські Новини» запустили фотосервіс «Українське Фото».
У 2015 році агентство першим в Україні почало виробляти фото- та відеоматеріали з допомогою квадрокоптера.

## Продукція

### Новини
Агентство є лідером інформаційного ринку за обсягом генерації власних новин — більше 300 новин на день, головні з яких можна прочитати у відкритому доступі на сайті агентства. Повна стрічка новин та інші продукти агентства поширюються за платною підпискою. «Українські Новини» випускають новини онлайн на 5 стрічках — політичною, економічною, фінансовою, регіональною та аграрною.
Агентство випускає офлайнові випуски новин у щоденному і щотижневому форматі, в тому числі і у вигляді галузевих продуктів, а також щомісячні аналітичні огляди.
Серед клієнтів агентства — більшість провідних українських ЗМІ, політичні партії, найбільші бізнес-структури та консалтингові компанії. Новини агентства виходять трьома мовами — українською, російською та англійською.
Twitter агентства «Українські Новини» вважається найшвидшим на ринку інформаційних послуг, оскільки автоматично публікує всі агентські «флеші» — заголовки найважливіших новин дня платної стрічки.

### Фотосервіс
Російськомовний фотосервіс створено на початку 2009 року. Він надає послуги продажу фотозображень з репортажів подій дня, а також стокові фото.

### Пресцентр
У пресцентрі агентства регулярно проводяться прес-заходи, «круглі столи», тренінги та конференції, в тому числі віддалено, коли спікери спілкуються з гостями в режимі онлайн-трансляції. У розпорядженні прес-центру зал площею 95 м² на 70 місць.

## Судові розгляди

### Судовий розгляд проти банку «Національний кредит»
В опублікованій 26 грудня 2014 року новині агентство надало інформацію про мітинг вкладників банку «Національний кредит», де вони звернулися до керівництва Національного банку України з вимогою ввести ревізійну комісію для перевірки платоспроможності банку «Національний кредит», а також звинувачували тодішніх власників фінансової установи Андрія Оністрата та Ігоря Бобнева у фінансовій непорядності. Банк подав позов до суду і вимагав визнати інформацію про мітинг вкладників банку, що містилась у новині, такою, що ганьбить репутацію банку й честь і гідність його власників. 6 березня Господарський суд Києва відмовив банку «Національний кредит» в задоволенні позову до агентства. Суд дійшов висновку, що агентство коректно й точно висвітлило подію, не висловлювало власних оціночних думок і суджень про діяльність банку, а тільки описало його учасників. Тому претензії позивача до агентства є необґрунтованими. Банк оскаржив це рішення суду першої інстанції, але потім відкликав апеляцію. 21 жовтня 2015 року Київський апеляційний господарський суд припинив розгляд справи, оскільки банк відмовився від апеляції, й рішення суду першої інстанції набуло законної чинності. У результаті інформаційне агентство «Українські Новини» виграло судовий розгляд у банку «Національний кредит», який оскаржував достовірність інформації в новинах агентства.

### Судовий розгляд проти голови правління Ощадбанку Андрія Пишного
19 лютого 2016 року голова правління Ощадбанку Андрій Пишний подав до суду на інформаційне агентство «Українські Новини» позов за новину на підставі офіційного повідомлення політичної партії «Опозиційний блок», у якому народний депутат України Микола Скорик звинуватив банкіра у хабарництві, ґрунтуючись на інформації про політ Пишного з рядом співробітників банку на футбольний матч у Варшаві 27 травня 2015 года. 31 березня 2016 року Печерський районний суд Києва переніс засідання суду на 22 квітня 2016 року через неготовність до процесу подала позов боку. 22 квітня 2016 року Печерський районний суд Києва відмовив Андрію Пишному в задоволенні позову. У липні 2021 року Андрій Пишний виграв позов у депутата ОПЗЖ Миколи Скорика та інформаційного агентства «Українські новини». Відповідне рішення ухвалив Верховний суд, визнавши неправдивою інформацію про те, що Пишний  нібито літав на футбол до Варшави за рахунок приватної компанії. Також такими, що не відповідають дійсності, визнані заяви Скорика, який назвав Пишного у зв’язку зі справою про політ у Варшаву «корупціонером». Українські новини опублікували спростування згідно з рішенням суду.

### Судовий розгляд проти МВС України та Міноборони України
4 березня 2016 року агентство надіслало лист до Міноборони з проханням зобов'язати МВС України і Міноборони України протягом 5 робочих днів надати перелік осіб, нагороджених зазначеними відомствами іменною зброєю в 2014—2015 роках. 11 квітня інформагентство подало позов до Окружного адміністративного суду Києва щодо свого запиту.
12 квітня Міноборони України відповіло на запит відмовою. Дата реєстрації звернення була змінена, а зазначена у відповіді вхідна реєстраційна дата запиту на місяць відрізняється від реальної. 27 квітня представники МВС не з'явилися на судове засідання щодо відмови міністерства надавати інформацію, а також розкрити суми бюджетних коштів, витрачених на придбання виданої зброї.
11 травня 2016 року Окружний адміністративний суд Києва визнав протиправною відмову Міністерства внутрішніх справ України надати інформаційному агентству «Українські Новини» інформацію про перелік осіб, нагороджених іменною зброєю в 2014—2015 роках.
28 жовтня 2016 року Вищий адміністративний суд України відхилив касацію Міністерства внутрішніх справ України на рішення українських судів за позовом Українських Новин, які визнали незаконним оголошення в МВС "секретною" інформацію про осіб, які отримали відзнаку "Вогнепальна зброя" від міністра Арсена Авакова і відмову надавати цю інформацію на запит інформагентства.

### Судовий розгляд проти Адміністрації Президента України і Державного управління справами
У вересні 2015 року інформаційне агентство «Українські Новини» запитало у Адміністрації Президента України і Державного управління справами списки осіб, які отримали у користування дачі, садові будинки та інші приміщення в державних санаторіях «Конча-Заспа» та «Пуща-Водиця». У квітні 2016 року, отримавши незаконну відмову, агентство подало позов до суду. 28 липня 2016 року Окружний адміністративний суд Києва зобов'язав будинок відпочинку «Конча-Заспа» та комплекс відпочинку «Пуща-Водиця» Державного управління справами надати агентству перелік мешканців, які користуються державними дачами, садовими будинками або іншими приміщеннями в зазначених комплексах.

## Персоналії
- Іванеско Денис — директор
- Кузьмін Дмитро — головний редактор
- Валентина Курносенко — шеф-редактор сайту агентства
- Наталія Волощук — шеф-редактор випуску та кореспондентської мережі
- Мартинова Людмила — шеф-кореспондент відділу політичних новин
- Усачов Олександр — шеф-кореспондент відділу економічних новин
- Жолобецький Сергій — шеф-кореспондент відділу фінансових новин
- Віолетта Сулак — керівник відділу продажів і маркетингу
- Володимир Сулак — заступник директора з питань розвитку
- Хорольський Олександр — заступник директора